# Лухаяэр, Ингвар
Ингвар Лухаяэр (эст. Ingvar Luhaäär, псевдонимы Valev Mirtem, Ülev Valder, Tõivelemb Vallak, род. 29 июня 1945, Puiatu, Вильяндимаа) — эстонский писатель.

## Биография
Окончил Тартуский университет по специальности история (1970). Два года отработал учителем в Камбье. С 1972 по 1978 год сотрудничал в газете «Сяде», органе эстонского комсомола. Был активистом и руководителем различных поэтических клубов.
Как поэт дебютировал в 1966 году, в Эстонии в 1960-х годах появлялось много молодых поэтов. Его стихи были оценены с осторожностью, местами было указано на «рифму ради рифмы», хотя его «искренность» хвалили. Впоследствии опубликовал несколько томов стихов и романов, не вызвавших интереса у критики. Большая часть его более поздних работ была посвящена эротизму и сексуальности и оставляла желать лучшего, так что, по словам одного из критиков, возник вопрос о том, в какой степени «всё это связано с литературой».
Выступает с крайних националистических позиций (в духе Эстония — для эстонцев, требует перехода на эстонский язык обучения во всех школах Эстонии и т. д.)
В 2012 опубликовал роман «Muname lahing. Ajalooline jutustus sellest, mis oleks juhtunud, kui Eesti oleks 30-ndail aastail tsiselt kaitseks valmistunud ja vene agressioonile otsustavalt vastu astunud» («Битва при Мунамяэ. Историческое повествование о том, что бы произошло, если бы в Эстонии 1930-х серьёзно подготовились к защите от российской агрессии») в жанре альтернативной истории — по мысли автора эстонское правительство в 1930-е годы возглавляет Артур Сирк, и под его руководством эстонские войска одерживают победу в войне с СССР (При этом невестой Сирка фантастическим образом становится известная эстонская писательница Айра Кааль).